# Сокольский, Владимир Васильевич
Владимир Васильевич Сокольский (14 октября 1914, Чернигов — 25 мая 1997, пос. Алатау) — советский и казахстанский учёный-физик.

## Биография
С 1946 года работал в Институте атомной энергии (ИАЭ).
В 1951 году присуждена Сталинская премия второй степени в составе коллектива (Векшинский Сергей Аркадьевич, Меньшиков Михаил Иванович, Игнатовский Юрий Александрович, Мейзеров Илья Вениаминович, Сокольский Владимир Васильевич) за разработку высокочувствительных течеискателей. Тогда же награждён орденом Трудового Красного Знамени.
В 1959 г. присуждена Ленинская премия за труд «Физические основы дальнего обнаружения ядерных взрывов»: академик И. К. Кикоин (ИАЭ), К. И. Балашов (ИАЭ), С. А. Баранов (ИАЭ), В. И. Лебедев (МО), В. С. Обухов (ИАЭ), И. П. Пасечник (ИФЗ), Д. Л. Симоненко (ИАЭ), В. В. Сокольский (ИАЭ).
С 1961 года работал в Институте ядерной физики АН Казахской ССР. С декабря 1966 по 1997 год зам. директора Института.